# 扬州城墙

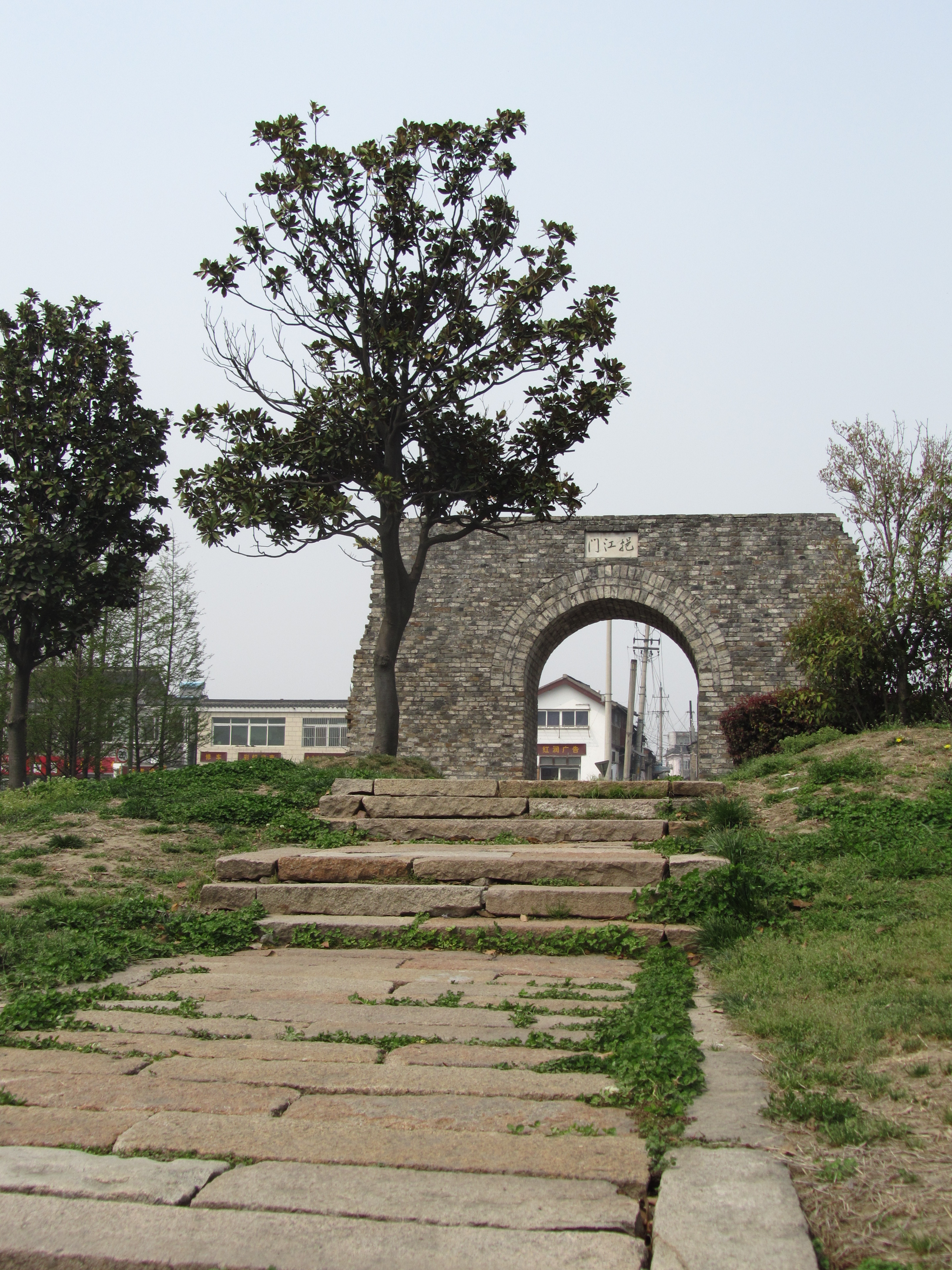
今扬州挹江门遗址

扬州城墙位于中国江苏省扬州市，即明清扬州府城城墙。
城墙于1950年代拆除，现仅存遗址。1996年11月，包括扬州府城遗址在内，多座城池遗址，以扬州城遗址之名列为全国重点文物保护单位。

## 历史
唐朝初年，在隋朝江都宫上建唐子城。783年，淮南节度使陈少游在唐子城南方建罗城，南北长4.2公里，东西宽3.1公里，城墙厚约9米，这是此后扬州城的基础。北宋时，在五代后周“周小城”的基础扩建城墙，被称为“宋大城”。知州郭棣利用唐子城旧址筑城，称“堡寨城”（南宋宝祐年间重修后称“宝祐城”），与宋大城南北相对，相隔二里；另外，在堡寨城与宋大城之间又筑“夹城”以通来往。这三城总称“宋三城”。
明朝初年，佥院张德林以宋大城西南隅改筑城池。当时，城池周长仅九里一千七百五十七丈五尺，厚一丈五尺，高倍之。共有五个城门，南曰安江门，北曰镇淮门，西曰通泗门，东曰宁海门，东南曰小东门。各门有瓮城、楼橹、雉堞、警铺、敌台相望。南北有二水门，引官河贯其中，曰：市河。嘉靖三十五年（1556年），建筑新城，起旧城东南角楼至东北角楼，周长十里，计一千五百四十一丈九尺，高厚与旧城等。设有七个城门，城楼五座。南曰挹江门，钞关在焉。又东为便门，东南曰通济门，东曰利津门，东北为便门，北曰镇淮门，又北曰拱辰门，关北亦为便门。南北即旧城，濠口为二水门，东南即运河为濠，北濠引水注之。万历二十年（1592年），知府吴秀浚在西北河甃以石堤，增城堞三尺。万历二十五年（1597年），知府郭光甃石壕，未竟者，四百馀丈，增敌台十六座。
明清，扬州府城亦为江都县附郭。1950年代，拆除扬州城墙的小东门；1951年，苏北行政公署决定拆城筑路，城墙南段现为南通路，东段为泰州路，北段为盐阜路，西段为石塔桥南北一线。2006年，建东门遗址公园，复建了东门及一段城墙。在荷花池路与南通西路交叉口东南建有南门遗址保护展示馆。